# Svend Aage Petersen
Svend Aage Petersen (11. november 1914 – 23. august 1960) var en dansk arkitekt og chef for Søværnets Bygningsdistrikt.
Han var søn af arkitekt Paul Chr. Petersen (død 1956) og hustru Olga f. Petersen, blev student fra Østersøgades Gymnasium 1933 og fik afgangseksamen fra Kunstakademiets Arkitektskole 1939. Petersen var arkitekt ved Søværnets Bygningsvæsen (senere Søværnets Bygningsdistrikt) 1938, chef for samme 1954 og var Forsvarsministeriets tilsynsførende med bygningerne på Christiansø og arkitekt for Nyboder fra 1955.
Han var næstformand for Akademisk Arkitektforenings sektion for arkitekter i stat og kommuner fra 1941 og medlem af bestyrelsen for Danske Arkitekters Landsforbund fra 1954. Han var Ridder af Dannebrog.
Petersen blev gift 19. januar 1945 med Gytte Kirsten Mogensen (født 13. september 1921), datter af ingeniør Knud Mogensen (død 1955) og hustru Else f. Normann Andersen.